# World Chinese 8-Ball Masters 2014
Das Joy Cup World Chinese 8-Ball Masters 2014 war ein Poolbillard-Einladungsturnier, das vom 2. bis 5. Januar 2014 im olympischen Sportzentrum in Qinhuangdao in China stattfand. Dabei traten sechzehn Spieler im Doppel-K.-o.-System gegeneinander an. Gespielt wurde Chinese 8-Ball, also 8-Ball auf einem 9-Fuß-Snookertisch.
Der Engländer Gareth Potts gewann das Turnier durch einen 15:6-Sieg im Finale gegen den Chinesen Shi Hanqing.

## Preisgeld
| Platzierung  | Preisgeld   |
| ------------ | ----------- |
| Sieger       | 50.000 US$  |
| Finalist     | 16.000 US$  |
| 3. Platz     | 8.000 US$   |
| 4.–8. Platz  | 3.000 US$   |
| 9.–16. Platz | 1.500 US$   |
| Gesamt       | 101.000 US$ |

## Rangliste
| Platz | Spieler           |
| ----- | ----------------- |
| 1     | Gareth Potts      |
| 2     | Shi Hanqing       |
| 3     | Darren Appleton   |
| 4     | Meng Fanyu        |
| 5     | Karl Boyes        |
| 5     | Chris Melling     |
| 5     | Li Hewen          |
| 5     | Wang Peng         |
| 9     | Yu Guangyu        |
| 9     | Kelly Fisher      |
| 9     | Shane van Boening |
| 9     | Zheng Yubo        |
| 13    | Liu Xin           |
| 13    | Dai Yong          |
| 13    | Stephen Hendry    |
| 13    | Vivian Villarreal |